# 高雄市政府兵役處
高雄市兵役處（簡稱高市兵役處）是高雄市政府所屬的二級機關，直轄於一級機關高雄市政府民政局，掌理高雄市的兵役事務，高雄市兵役處置處長一人，副處長人一人，秘書一人，設軍務科、役政科、動員科、秘書室、會計室、人事室等科室
。

## 組織架構
首長
- 處長
  - 副處長
    - 秘書

- 三級單位

- 軍務科：掌理現役軍人、替代役男及其家屬權益維護、替代役管理、軍人忠靈祠園區水土保持及綠美化、各項設施（備）規劃及管理維護、葬厝管理及春秋祭典等事項、眷村服務、忠烈祠園區維護及春秋祭國殤、入祀典禮等事項。
- 役政科：掌理役男兵籍調查、徵兵檢查、抽籤、兵員徵集、替代役申請、役男入營輸送、在學緩徵、役男出境及僑民服役管理、妨害兵役之處理、免役、禁役等事項。
- 動員科：掌理全市後備軍人、國民兵與替代役備役管理、後備軍人緩召、綜合專業行政事項、專業人員培訓、業務督訪、相關社團輔導、全民防衛動員業務規劃、執行緊急應變整備之綜合業務及協調兵力支援災害防救、兵役宣傳、服役陳情案件查處、政軍協調、敬軍慰勞服役單位。
- 秘書室：掌理文書、印信、檔案、採購、財產、庶務、出納、研考、資訊、役政督導、控案查處及不屬於其他各科室等事項。
- 人事室：掌理兵役處人事業務。
- 會計室：掌理兵役處歲計、會計及統計業務[3]

## 外部連結
- 高雄市兵役處 （页面存档备份，存于）（繁體中文）
- 高雄市兵役處 （页面存档备份，存于） （英文）